# Luigi Montemartini
Gabriele Luigi Montemartini (Montù Beccaria, 6 marzo 1869 – Pavia, 5 febbraio 1952) è stato un botanico e politico italiano.

## Biografia
Figlio di Pietro Montemartini e Angela Mascheroni e fratello di Giovanni (1867-1913), compì gli studi all'Università di Pavia dove si laureò in scienze naturali, concentrando i suoi interessi sulla fisiologia e la patologia vegetale. Nel corso della sua vita l'impegno scientifico si intrecciò con quello sociale e politico. Militante del Partito Socialista Italiano, nel 1894 subì una condanna per aver organizzato una manifestazione di solidarietà per i fasci siciliani. Nel 1900 venne eletto alla Camera dei deputati, e svolse tale attività per 23 anni, fino all'avvento del fascismo.
La sua concezione della lotta politica era strettamente connessa alla cultura scientifica, di matrice positivista, in cui si era formato. Montemartini concepiva la creazione di una società socialista come un processo graduale, durante il quale le nuove strutture sociali dovevano svilupparsi entro la realtà preesistente attraverso una lenta ma costante evoluzione.
Per questo motivo, Montemartini si impegnò a realizzare una fitta rete di cooperative e circoli socialisti, promuovendo inoltre la nascita di giornali locali, case del popolo e biblioteche popolari. Particolarmente importanti furono le cantine sociali da lui realizzate nell'Oltrepò Pavese. Montemartini fu inoltre attivo come amministratore locale, contribuendo in modo sensibile alla costruzione del ponte sul Po alla Becca e del Policlinico di Pavia. Politicamente aderiva alla corrente socialista riformista, vicina alle posizioni di Filippo Turati e Camillo Prampolini.
Fu docente alla Scuola superiore di agraria a Milano e poi all'Università di Pavia, ove, dal 1920 al 1926 assunse la direzione dell'Orto botanico.
Dopo l'avvento del fascismo, fu assegnato, per un breve periodo, al confino di polizia, poi fu destinato alla Cattedra di Botanica dell'Università di Palermo. Dal 1928 al 1939 fu direttore dell'Orto botanico di Palermo. Nel 1939 si trasferì a Milano, ove diresse la "Rivista di Patologia Vegetale".
Nel 1943, Montemartini tornò a Montù Beccaria per sottrarsi ai bombardamenti. Nei giorni della Liberazione fu acclamato Sindaco, carica che mantenne sino al 1946, quando fu eletto deputato alla Costituente nelle liste del PSI. Nel 1947 aderì al Partito Socialista dei Lavoratori Italiani, poi Partito Socialista Democratico Italiano. Dal 1948 fu nominato senatore di diritto.
Morì a Pavia il 5 febbraio 1952, da senatore in carica. Gli è stato dedicato un monumento con statua bronzea a figura intera, che si trova  davanti al municipio di Montù Beccaria.

## Alcune opere
- Ciferri, R.; Montemartini, L. (1957, publ. 1958). Revisione del genere Cytosporina e sistemazione di C. citriperda Camp. Sydowia 11 (1-6): 296-310.
- Montemartini, Luigi - Fisiologia vegetale - Hoepli - 1898
- Montemartini, Luigi - Esperimenti di applicazione dell'illuminazione elettrica alla coltivazionedelle patate. Con speciale riguardo alla produzione di patata da seme - consiglio nazionale delle ricerche - 1943
- Montemartini, Luigi - Sulla nutrizione e riproduzione nelle piante: Ricerche. Parte III-VI (Istituto botanico della r. Università di Pavia e Laboratorio crittogamico italiano, diretti da Giovanni briosi) - Tip. Rebeschini - 1910
- Montemartini, Luigi - Cotonicoltura italiana - Società anonima editrice Dante Alighieri - 1941
- Montemartini, Luigi - La vita delle piante - Federazione Italiana delle Biblioteche Popolari
- Montemartini, Luigi - Le piante esotiche in Italia - [s.n.
- Montemartini, Luigi - Sulla nutrizione e riproduzione nelle piante: ricerche. Parte 1. e 2. - Tip. Rebeschini - 1910
- Montemartini, Luigi - I parassiti e le malattie delle piante coltivate nella Sicilia occidentale durante il biennio 1932-33 - Tipografia già Cooperativa - 1934
- Montemartini, Luigi - Fotoperiodismo e produzione di patate da seme - [s.n.] - 1941
- Montemartini, Luigi - Intorno all'azione della luce e di eccitanti chimici sopra la traspirazione - Tipografia nazionale - 1932
- Montemartini, Luigi - Nuove osservazioni sopra l'azione eccitante del solfato di rame sulle piante - Tip. cooperativa